# 中井正清
中井 正清（なかい まさきよ、永禄8年（1565年） - 元和5年1月21日（1619年3月7日））は、江戸時代初期の大工。大和国出身。中井正吉の子。通称は藤右衛門。徳川家康に仕え、幕府の建築事業で活躍した。
　　　

## 経歴
中井氏は、本姓は古代史族の巨勢氏である。祖父巨勢正範は万歳城（大和高田市）の城主万歳則満に仕えていたが、天文7年（1538年）1月2日に筒井順昭との合戦で討死した。子の正吉と正利は母と共に縁者である法隆寺の四大工の一つ中村家の番匠中村伊太夫に匿われ、そこで大工の技術を学ぶ。その頃に掘った井戸が清水で周囲の人がその井戸を「中井」と呼んだのに伴い中井氏を名乗るようになった。この中井正吉の長男が正清であり、永禄8年に法隆寺で生まれた。
正清が家康に仕える時期は諸説あり、家譜には天正16年（1588年）24歳の歳に伏見で知行200石で召し抱えられ（『寛政重修諸家譜』では天正12年とする）、慶長5年（1600年）の関ヶ原合戦で家康の供を務めて陣羽織を拝領するとともに500石の加増を受けたとされるが、この間の具体的な事跡は不明である。
確実な事跡は関ヶ原合戦以後で、畿内・近江6ヵ国の大工等の支配を命じられ初代大工頭として、以後は徳川家の建築計画に参画する。慶長11年7月13日に大和守従五位下に任じられ、慶長14年（1609年）には1,000石に加増。慶長18年（1613年）には禁裏造営を賞して従四位下に昇進した。義演の日記には正清の昇進は慶長17年の手斧始めの段階で内定していたとあり、正清が家康のお気に入りとしながらも、前例が無く前代未聞かと記している。
正清は家康の出頭人として、家康から「関東の番匠は正清の弟子になるべき」「普請に関しては何事も正清次第」と言われるほどに重用された。
慶長19年の大坂の陣にも従軍し、茶臼山陣城殿舎作事（千波町屋敷を利用）、攻城用の鉄楯や梯子の製作に携わった。また家康の密命により慶長18年に大坂城の絵図を作成したという逸話があるが、実際には冬の陣勃発後に片桐且元が提出した大坂周辺絵図を見た家康より大坂近辺絵図の作成を命じられた。また豊臣方からの悪口として六本鑓の衆恐ろしと武士以外の家康出頭人の名を挙げ、その中に正清の名もあった。
元和5年（1619年）1月21日に近江国水口で死去（55歳）。各地の建築に携わるため東西奔走を余儀無くされた結果、幾度も病気療養をしており過労死と見られる。

## 実績
中井正清は大工とされるが、現代人の思い描く大工とは異なり、今日の建築士が担う職務も兼務していた。日本で設計と施工との分離がなされたのは明治時代以降であり、それ以前には建築士に相当する専門職種はなく、大工（主に棟梁）が建築士としての業務も行っていた。現代の建築士の主な職務は、次の三つである。
1. 建築設計 - 意匠設計・構造設計・建築図面の作成など
2. 工事監理 - 工事着工後に、工事が設計図書どおりに実施されていることの照合作業
3. 建築積算 - 建築図面に基づいて、机上で必要な建築資材数量や、仮設足場数量、各工種別の労働人工数量の算出も行うことが多い。

正清はいずれにも精通しており、工事を遅滞なく遂行することができた。
正清が手掛けた主な建築は次のとおりである。
- 慶長9年（1604年） 　知恩院御影堂、瀬田橋
- 慶長11年（1606年）　二条城所々
- 慶長12年（1607年）　江戸城、後陽成院御所
- 慶長13年（1608年）　駿府城
- 慶長15年（1610年）　方広寺大仏殿（京の大仏）
- 慶長16年（1611年）　新上東門院御所、増上寺
- 慶長17年（1612年）　名古屋城、駿府城
- 慶長18年（1613年）　内裏、春日神社
- 元和元年（1615年） 　内裏女御御殿
- 元和2年（1616年）　 久能山東照宮
- 元和3年（1617年)　　日光東照宮、知恩院三門

このように、徳川家関係の重要な建築を担当した。名古屋城では土木工事に大名20名が集められ、建築を担当した作事奉行9名の下で大工棟梁を務めている。しかし、作事奉行を飛び越えて幕閣から直接の指示も度々受けており、一大工の立場を超えた存在であった。また、天守も二条城・江戸城・駿府城・名古屋城を手掛け、特に江戸城・名古屋城ではこれまでにない大型の天守を手掛け、各地に点在する大工の集中と組織化、作業の分離・分担による短期間での完成を実現した。
また、小堀政一の知己を得て茶道を修め、茶室を建てた。重要文化財の『大工頭中井家関係資料』に158件の数寄屋造りの絵図があり、内訳を見ると茶室の起こし絵図（設計の指示書）が45点を占める。

## 関連人物
- 中井正侶（1600年 - 1631年、正清の子、中井家2代） - 大坂城天守、寛永度二条城などを造営。
- 中井正純（正清の弟、中井家3代正知の後見） - 寛永度京都御所内裏、石清水八幡宮本殿、延暦寺根本中堂、仁和寺五重塔、教王護国寺五重塔などを造営。
- 中井正知（正純の子で正侶の養子、中井家3代） - 承応度、寛文度、延宝度、宝永度と京都御所内裏を4度造営[14]。
- 巨勢卓軒（正純の子、正清の孫[要出典] ）